# Венац војводе Радомира Путника (Сомбор)
| Венац војводе Радомира Путника | Венац војводе Радомира Путника |
| ------------------------------ | ------------------------------ |
|                                |                                |
| Почетак                        | Венац војводе Петра Бојовића   |
| Крај                           | Венац војводе Живојина Мишића  |
| Дужина                         | 700 m                          |
| Ширина                         | 19 до 27 m                     |
| Створена                       |                                |
| Названа                        |                                |
|                                |                                |
|                                |                                |

Венац војводе Радомира Путника је један од четири "венца" који чине улице у оквиру кога је смештено старо језгро Сомбора и улице у њему.

## О Венцу
Венац војводе Радомира Путника налази се северне стране старог језгра Сомбора.
Венац војводе Радомира Путника се протеже од Венца војводе Петра Бојовића са западне, до Венца војводе Живојина Мишића са источне стране. 
На Венац војводе Радомира Путника излазе четири улице старог градског језгра: Улица Василија Ковачића, Трг цара Лазара, Улица Краља Петра I и Улица Николе Вукићевића.

## Име Венца
Крајем 19. века венац је назван Венац Сечењи, по мађарском државнику, реформатору, писцу и ерудити грофу Иштвану Сечењију.
После Првог светског рата Венац је добио име по војводи Радомиру Путнику, начелнику Генералштаба војске Краљевине Србије.

## Венцем војводе Радомира Путника
Међу значајнијим старијим грађевинама на Венцу војводе Радомира Путника налазе се:
- Хонведска касарна (на углу Безданског пута) - Зграда некадашње касарне данас већим делом стоји неискоришћена и неумитно пропада,
- Официрски дом (касније Омладински дом),
- Сецесијско здање данашњег Завода за урбанизам (на углу Улице Василија Ковачића),
- Препарандија (на углу Краља Петра улице)и
- Здање Материнског дома на углу Коњовићеве улице.

После Другог светског рата социјалистичке архитектуре подигнута су здања: 
- Дом војске (Дом ЈНА) на углу Војвођанске улице, 
- Дограђен је спрат на раније приземном здању Хрватског дома, 
- Неколико стамбених вишеспратница. 
Већина ових здања (осим недавно саграђене зграде на углу Улице Николе Вукићевића) својом архитектуром није се уклопила у архитектонски дух старог градског језгра.

## Галерија
- Поглед на Венац војводе Радомира Путника
- Поглед на Венац војводе Радомира Путника
- Стара касарна